# Skabiosen-Langhornmotte
Die Skabiosen-Langhornmotte (Nemophora metallica) ist ein Schmetterling aus der Familie der Langhornmotten (Adelidae).

## Merkmale
Die Vorderflügel schimmern messingfarben und haben keine Zeichnung. Die Flügelspannweite beträgt 15 bis 20 Millimeter. Die Fühler der Weibchen sind 1,5 mal so lang, die der Männchen dreimal so lang wie die Flügellänge.

## Lebensweise
Die tagaktiven Falter fliegen von Juni bis August auf blütenreichen Wiesen. Sie besuchen, oft paarweise, fast nur die Futterpflanzen der Raupe, nämlich Skabiosen- (Scabiosa) oder Witwenblumen- (Knautia) Arten. Auf diesen legen die Weibchen die Eier, die Raupen leben anfangs in den Samen oder den Blüten der Pflanzen, später lassen sie sich zum Boden fallen, wo sie einen Raupensack aus verschiedenen Blattteilen bauen, in welchen sie sich zwischen Mai und Juni verpuppen.

## Belege
1. ↑  Heiko Bellmann: Steinbachs Naturführer. Schmetterlinge. Ulmer, Stuttgart(Hohenheim) 2010, ISBN 978-3-8001-4653-6
2. ↑  wincontact32naturwunder, Skabiosen-Langhornmotte